# Кукель, Адольф Юзеф
Адо́льф Ю́зеф Ку́кель (пол. Adolf Józef Kukiel, 1840—1888) — общественный и политический деятель Галиции, участник Восстания 1863—1864 годов. Происходил из шляхты Великого Княжества Литовского Речи Посполитой герба «Лелива».

## Биография
Родился в Бодачуве Замойского повята (гмина Щебжешин) Люблинского воеводства (Польша) в 1840. Отец — Ян Пиус Кукель, сын Яна Пиуса и Барбары (в девичестве Бобровской). Мать — Эмилия (в девичестве Свирская), дочь Юзефа и Виктории (в девичестве Терлецкой).
Являясь студентом Варшавской главной школы, был связан с польским конспирационным подпольем. После начала Январского восстания 1863—1864 гг. назначен комиссаром Хрубешувского повята, участвовал в организации отряда Яна Нечая (доктор из Дубенки, русин по происхождению), в рядах которого выполнял функцию комиссара Национального правительства. После того как отряд был разбит, продолжил действовать в Галиции, главным образом в области организации отрядов и их обеспечения.
До 1870 находился в эмиграции во Франции, а по возвращении стал известным общественным, экономическим и политическим деятелем на просторах так называемого Домбровского Повислия.
Умер в Домброве-Тарновском в ноябре 1888.

## Семья
Жена
- Елена Срочыньска (пол. Helena Sroczyńska, 15 января 1850 — 7 сентября 1929) — дочь Мариана Антония[5] (пол. Marian Antoni Sroczyński), участника Краковского Восстания 1846 года, члена Национального Комитета Галиции

Дети
- Кукель, Мариан Влодзимеж (пол. Marian Włodzimierz Kukiel, 1885—1973) — генерал дивизии